# Río Iminog
El río Iminog es un curso de agua de la cuenca hidrográfica del Danubio, afluente del Olt. Discurre por el distrito rumano de Olt.

## Descripción
Tiene sus orígenes cerca de Bălteni. Aumentando su caudal con varios afluentes, pasa entre lugares como Bălteni, Perieţi, Mierleștii, Izvoarele, Alimănești y Viișoara, donde desemboca en el río Olt.